# Jacek Mal Doran
Jacek Mal Doran è un personaggio immaginario della serie televisiva di fantascienza Stargate SG-1, interpretato da Fred Willard. È il padre di Vala Mal Doran. Jacek appare in un unico episodio della serie Stargate SG-1, Legami di famiglia.

## Biografia del personaggio

### Prima di Stargate SG-1
Jacek è sempre stato un truffatore. Quando Vala era bambina, egli non era un padre presente: quando partiva, spariva per molto tempo e tornava solo per nascondersi dalle persone che aveva raggirato. Vala da piccola aspettava con ansia il suo ritorno, tanto da aspettarlo da sveglia ai piedi del letto quando a volte egli tornava nel cuore della notte. Ogni tanto, Jacek portava a Vala dei regali che lei conservava gelosamente sotto il letto. In seguito, però, Vala si rese conto che quei regali erano
solo oggetti senza valore ottenuti da Jacek con i frutti delle sue truffe. Tutto ciò ha provocato in Vala una forte sofferenza,
accompagnata da un intenso desiderio che il padre, prima o poi, cambiasse. Tuttavia, questo non è mai avvenuto. Nonostante il dolore e la delusione, Vala comunque ha continuato nel tempo a conservare i regali del padre in uno scrigno.

### Stargate SG-1
Improvvisamente, l'SGC riceve una chiamata da un uomo mai visto prima, Jacek, il quale sostiene di avere informazioni riguardanti un imminente attacco alla Terra, precedentemente pianificato da un Jaffa di nome Arkad, e richiede asilo politico sulla Terra in cambio della rivelazione di tali informazioni. Riconoscendo il padre dopo vent'anni e,
noti i precedenti, Vala non crede alla loro veridicità. Jacek afferma che la minaccia è ancora presente anche se Arkad è morto. Per rendere credibili tali informazioni, Jacek fornisce le coordinate di un pianeta sul quale sono presenti dei cargo
spaziali pieni di naquadah e pronti ad attaccare. Quando i terrestri raggiungono il pianeta indicato, effettivamente verificano la presenza dei cargo, pertanto Jacek ottiene asilo sulla Terra. Vala avverte loro di non
fidarsi. Nonostante la delusione che subirà ancora una volta, mentre stava quasi iniziando a fidarsi, Vala conserverà un altro piccolo regalo nello scrigno.